# فيروس بايو
فيروس بايو (BAVY) (بالإنجليزية: Bayou orthohantavirus)‏، هو أحد أنواع فيروسات هانتا، اُكتشف لأول مرة عام 1993 في لويزيانا. وفي عام 1996 تم اكتشاف أن جرذ الأرز السبخي هو مستودع طبيعي والسبب وراء انتشار فيروس بايو في جنوب شرق الولايات المتحدة. تتسبب عدوى فيروس بايو في الإصابة بمتلازمة هانتا الرئوية ويمثل ثاني أكثر نوع من أنواع فيروسات هانتا انتشارًا في الولايات المتحدة وراء فيروس سين نومبر.